# Ambassador Bridge
Ambassador Bridge er en hængebro mellem Detroit i USA og Windsor i Canada. Broen blev bygget mellem 1927 og 1929 og har en længde på 2286 meter Broen blev designet af McClintic-Marshall Company fra Pittsburgh, der senere også designede Golden Gate Bridge. En fjerdedel af handlen mellem USA og Canada går (pr. 2022) over broen. Derudover er det den travleste grænseovergang i verden, målt i varer. Detroits borgmester var modstander af en privatejet bro, men en folkeafstemning i byen 28. juni 1927 gav et overvældende flertal for at bygge broen. Forinden var der blevet fundet 23,5 mio. dollars i privat financering.